# Ostrov nad Oslavou
Ostrov nad Oslavou (deutsch Ostrau) ist eine Minderstadt in Tschechien. Sie liegt zehn Kilometer südöstlich von Žďár nad Sázavou und gehört zum Okres Žďár nad Sázavou.

## Geographie
Ostrov nad Oslavou befindet sich in der Böhmisch-Mährischen Höhe an der Einmündung des Baches Bohdalovský potok in die Oslava. Nordwestlich liegen der Stausee Ostrov und der Teich Velký Rouperek. Im Westen erstreckt sich das Waldgebiet des Černý les. Durch den Ort führt die Staatsstraße I/37 von Žďár nad Sázavou nach Křižanov. Östlich verläuft die Eisenbahnstrecke Havlíčkův Brod – Tišnov, unterhalb des Bahnhofs führt ein Eisenbahnviadukt über die Oslava. Im Südosten erhebt sich der Suky (583 m) und nördlich der Kopec (569 m), auf dem ein 30 m hoher Sendemast errichtet wurde.
Nachbarorte sind Sazomín im Norden, Obyčtov, Rychtářův Mlýn und Hodíškov im Nordosten, Frelichův Mlýn, Polák und Křiby im Osten, Bohdalec, Suky und Laštovičky im Südosten, Kněževes im Süden, Radostín nad Oslavou und Znětínek im Südwesten, Kotlasy im Westen sowie Březí nad Oslavou im Nordwesten.

## Geschichte
Ostrov ist eine Gründung der Herren von Lomnice auf Tasov und entstand kurz nach 1250. Erstmals urkundlich erwähnt wurde der Ort 1356. Später wurde Vostrov zum Rittersitz erhoben, zu den Besitzern gehörte u. a. Jakub Míta von Vostrov. Seit 1572 ist eine Brauerei nachweisbar. Über die Oslava führte eine steinerne Brücke mit vier Bögen, auf der ab 1584 Maut erhoben werden durfte. Zu dieser Zeit besaß Ostrov das Marktrecht sowie weitere städtische Privilegien.
1609 kaufte Tomáš Soběhrd von Kozlov die Herrschaft Ostrov von Václav von Radostín. Dessen Güter wurden nach der Schlacht am Weißen Berg konfisziert. Im Jahre 1621 brannte das ganze Städtchen ab. Lev Burian Berka, der 1624 die Herrschaft kaufte, schloss diese an Neu Wessely an. Zu Beginn des 18. Jahrhunderts erbten die Grafen Kinsky die Güter und verkauften sie einschließlich des Städtchens Ostrau 1709 dem Kloster Saar.
Nach der Aufhebung der Patrimonialherrschaften bildete Ostrov ab 1850 eine Gemeinde im politischen Bezirk Neustadtl.
1920 wurde der Gemeindename um den Zusatz nad Oslavou erweitert. Am 1. Februar 1922 wurde Ostrov nad Oslavou formell zum Městys erhoben. Dieser Status ging 1948 verloren. Seit 1949 gehört die Gemeinde zum Okres Žďár nad Sázavou. 1961 wurde Suky eingemeindet. Im Jahre 2001 erhielt die Gemeinde ein Wappen und Banner. Am 1. Dezember 2006 wurde Ostrov nad Oslavou wieder zum Městys erhoben.

## Gemeindegliederung
Der Městys Ostrov nad Oslavou besteht aus den Ortsteilen Ostrov nad Oslavou (Ostrau) und Suky (Suk), die zugleich auch Katastralbezirke bilden.

## Sehenswürdigkeiten
- Kirche Jakobus des Älteren, die seit 1370 nachweisbare Kirche wurde während der Reformation protestantisch. 1637 wurde wieder ein katholischer Pfarrer eingesetzt. Im Jahre 1845 erfolgte der Anbau des freistehenden Turmes. Die letzte Umgestaltung erfolgte 1885.
- Herrschaftliche Ausspanne, erbaut 1721 unter dem Abt Václav Vejmluva anstelle des 1621 abgebrannten Gerichts. Die Pläne stammen von Johann Blasius Santini-Aichl.
- Statue des hl. Johannes von Nepomuk aus dem Jahre 1755, zwischen Kirche und Ausspanne
- zehnbogiger Eisenbahnviadukt über die Oslava, das östlich des Ortes befindliche 25 m hohe Bauwerk entstand 1953